# IXe concile de Tolède

Le neuvième concile de Tolède s'est tenu à Tolède, dans le royaume Wisigothique, actuelle Espagne, en 655.

## Participants
Seulement seize ou dix-sept évêques étaient présents, six abbés, quatre comtes palatins et deux dignitaires.

## Déroulement
De par sa portée régionale, l'assemblée ressemble plus à un synode provincial qu'à un concile.

## Canons
Dix-sept canons sont promulgués et concernent l'honnêteté du clergé, la propriété de l'Église et le célibat des clercs.
Le concile autorise les évêques à transférer jusqu'à un tiers des revenus d'une église de leur diocèse vers une autre de leur choix. Le conseil a décidé que si un clerc, sous-diacre de l'évêque, a eu un enfant avec une femme, libre ou esclave, l'enfant devient automatiquement un esclave de l'église où son père a servi. Les ecclésiastiques esclaves, homme ou femme, sont autorisés à se marier avec des personnes libres (hispano-romain ou wisigoth) et si c'est le cas, les enfants de cette union sont asservis à l'église.
Le conseil a donné à un profane le privilège de Patronatus Jus pour chaque église qu'il construisit, mais le fondateur n'avait aucun droit de propriété.
Enfin, le synode déclare que tous les conversos, non seulement les juifs convertis, mais aussi d'autres qui sont venus et se sont convertis pendant la période de migration, doivent passer les fêtes chrétiennes en présence de l'évêque afin de prouver la véracité de leur foi. Le manque de respect de cette dernière règle conduit à la flagellation ou au jeûne forcé, en fonction de l'âge du délinquant.
Le concile se termine en programmant une autre assemblée synodale l'année suivante, en 656, mais le Xe concile de Tolède, de portée plus générale, fut organisé en premier et l'assemblée prévue n'eut jamais eu lieu.